# Cayo Carrinas
Cayo o Gayo Carrinas  (m. 3 de noviembre de 82 a. C.) fue un político y militar romano, uno de los líderes marianos que combatió contra Sila.

## Carrera pública
En el año 83 a. C. comandó un pequeño destacamento que luchó con éxito contra Pompeyo. Un año después sirvió de legado de Cneo Papirio Carbón, siendo derrotado primero por Quinto Cecilio Metelo Pío en Umbría en la batalla del Río Asio y después por Pompeyo y Craso en las inmediaciones de Spoletium. A pesar del sitio al que fue sometido en esta localidad, pudo escapar con éxito aprovechando una tormenta nocturna.
Tras la huida de Papirio Carbón de Italia, unió sus tropas a las de Lucio Junio Bruto Damasipo y los samnitas comandados por Poncio Telesino para socorrer a Mario el Joven que estaba siendo sitiado en Praeneste por las tropas silanas. Habiendo sido en principio rechazados y viendo que era imposible levantar el sitio, Carrinas y sus colegas decidieron marchar a Roma donde finalmente Sila les derrotaría y capturaría en la batalla de la Puerta Colina. Tras esta victoria, el líder optimate ordenó su asesinato y el traslado de su cabeza a Praeneste, donde sería lanzada por encima de las murallas para desmoralizar a los marianos.

## Descendencia
Fue el padre del cesariano Cayo Carrinas.